# Concatedral basílica de San Constancio y Santo Tomás (Aquino)
La Concatedral Basílica de San Constancio y Santo Tomás de Aquino o simplemente Catedral de Aquino (en italiano: Basilica Concattedrale di Ss. Costanzo e Tommaso d’Aquino) es el nombre que recibe un edificio religioso que sirve como una catedral católica en Aquino, Lazio, en el país europeo de Italia. Está dedicado a los Santos Constancio de Aquino y Tomás de Aquino.
Fue sede episcopal de la Diócesis de Aquino, y desde 1725 la Diócesis de Aquino y Pontecorvo. Se convirtió en una co-catedral de la diócesis de Sora-Aquino-Pontecorvo en su formación en 1818. La diócesis fue rebautizada bajo el pontificado del papa Francisco como Diócesis de Sora-Cassino-Aquino-Pontecorvo en 2014 cuando incorporó la Abadía Territorial de Montecassino.

## Véase también

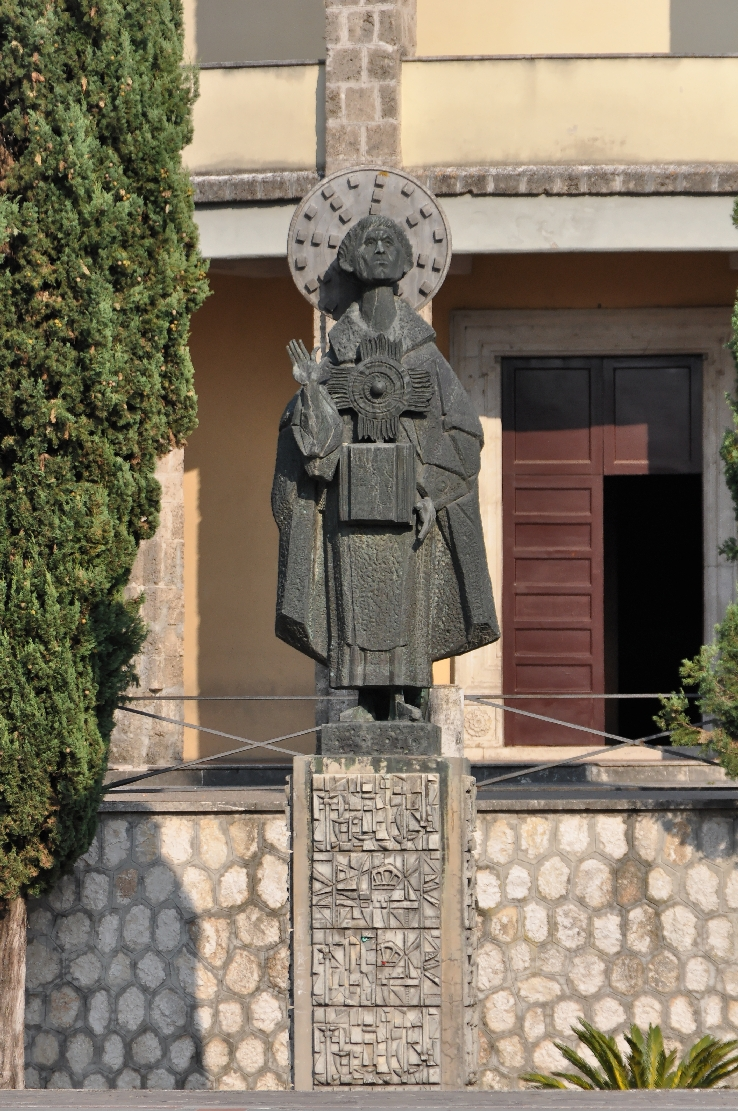
Vista de los alrededores